# Pusilhà
Pusilhà est un site maya du sud du Belize, près de la frontière du Guatemala, comprenant diverses pyramides orientées dans des directions différentes, et bordées de structures très allongées qui les encadrent (13 structures principales).
Découvert en 1926, le site a été fouillé 1992 par Greg Rex Walters.
Pusilhà se distingue par ses nombreux monuments (21 stèles, 3 autels) dont au moins treize portent des inscriptions, mais les édifices sont réduits à l'état de monticules de terre. C’est bien difficile à expliquer, car le calcaire abonde à Pusilhà. À 45 km, Lubaantun adopte la stratégie inverse : de superbes maçonneries, mais pas de stèles. En fait, la différence ne serait que dans l’apparence, puisque les Mayas recouvraient les parois de leurs édifices. Les tertres de Pusilhà n’étaient pas de simples tas de cailloux : c’est le mortier qui s’est désagrégé.
Des « marqueurs de jeu de balle » ont été découverts à Pusilhà. Un de ces marqueurs découvert en 1989 montre deux personnages assis face à face qui se font passer un étrange objet.
Un vase polychrome a été retrouvé à Pusilhà. Ce serait le plus grand vase classique polychrome connu. Il montre le k'uhul ajaw (« divin seigneur », c'est-à-dire le souverain) recevant le tribut dans sa cour royale. Le souverain porte une coiffe élaborée représentant le monstre Witz et un brasero.